# Wilson Kipsang
Wilson Kipsang Kiprotich (* 15. März 1982 im Keiyo District) ist ein kenianischer Langstreckenläufer. Mit der am 29. September 2013 beim Berlin-Marathon gelaufenen Zeit von 2:03:23 h war er ein Jahr lang Weltrekordhalter im Marathonlauf.

## Werdegang
Nachdem er als 18-Jähriger die Sekundarschule abgeschlossen hatte, wurde Wilson Kipsang Handlungsreisender. Erst der Marathonweltrekord von Paul Tergat 2003 inspirierte ihn, den Laufsport ambitioniert zu betreiben, und bald war er neben seinem Beruf bei lokalen Rennen erfolgreich.
2007 traf er den Manager Gerard van de Veen, mit dem er von nun an zusammenarbeiten sollte, und fuhr schon bald als Vertretung eines verletzten Athleten zum ersten Mal nach Europa, um dort an Straßenläufen teilzunehmen. Beim Schortenser Jever-Fun-Lauf über zehn Meilen stellte er mit 45:41 min ebenso einen Streckenrekord auf, wie mit 27:51 min beim Hemmeromloop über 10 km. Bei den Tilburg Ten Miles wurde er Zweiter, und eine Woche später siegte er beim Alsterlauf.
2008 wurde er Sechster beim Berliner Halbmarathon, Fünfter beim Dam tot Damloop und erzielte als Zweiter beim Delhi-Halbmarathon mit 59:16 min die drittschnellste Zeit des Jahres.
Im Jahr darauf gewann er den Egmond-Halbmarathon und war als Zweiter beim RAK-Halbmarathon mit 58:59 min der fünfte Läufer der Geschichte, der die 59-Minuten-Marke über diese Distanz unterbot. Danach wurde er Dritter bei den World’s Best 10K und beim Berliner Halbmarathon, Vierter bei den Halbmarathon-Weltmeisterschaften in Birmingham und dort auch Weltmeister in der Teamwertung (mit Bernard Kiprop Kipyego und Wilson Kwambai Chebet). Beim Delhi-Halbmarathon wurde er Dritter.
2010 wurde er Vierter bei den World’s Best 10K und bei seinem Debüt über die 42,195-km-Distanz Dritter beim Paris-Marathon. Beim Frankfurt-Marathon setzte er fünf Kilometer vor dem Ziel zu einem Alleingang an und verbesserte den Streckenrekord um mehr als eine Minute auf 2:04:57 h.

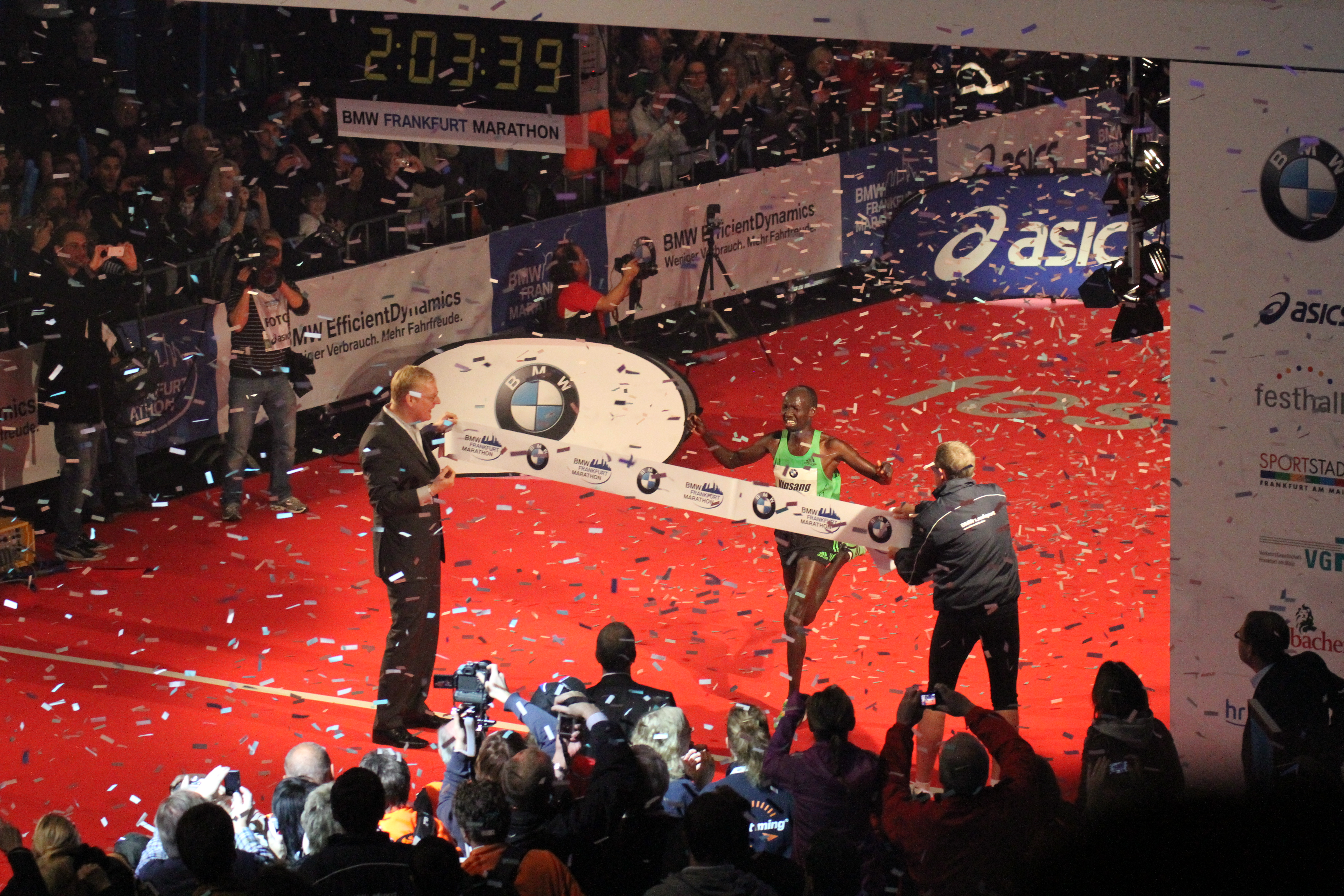
Zieleinlauf beim Frankfurt-Marathon 2011

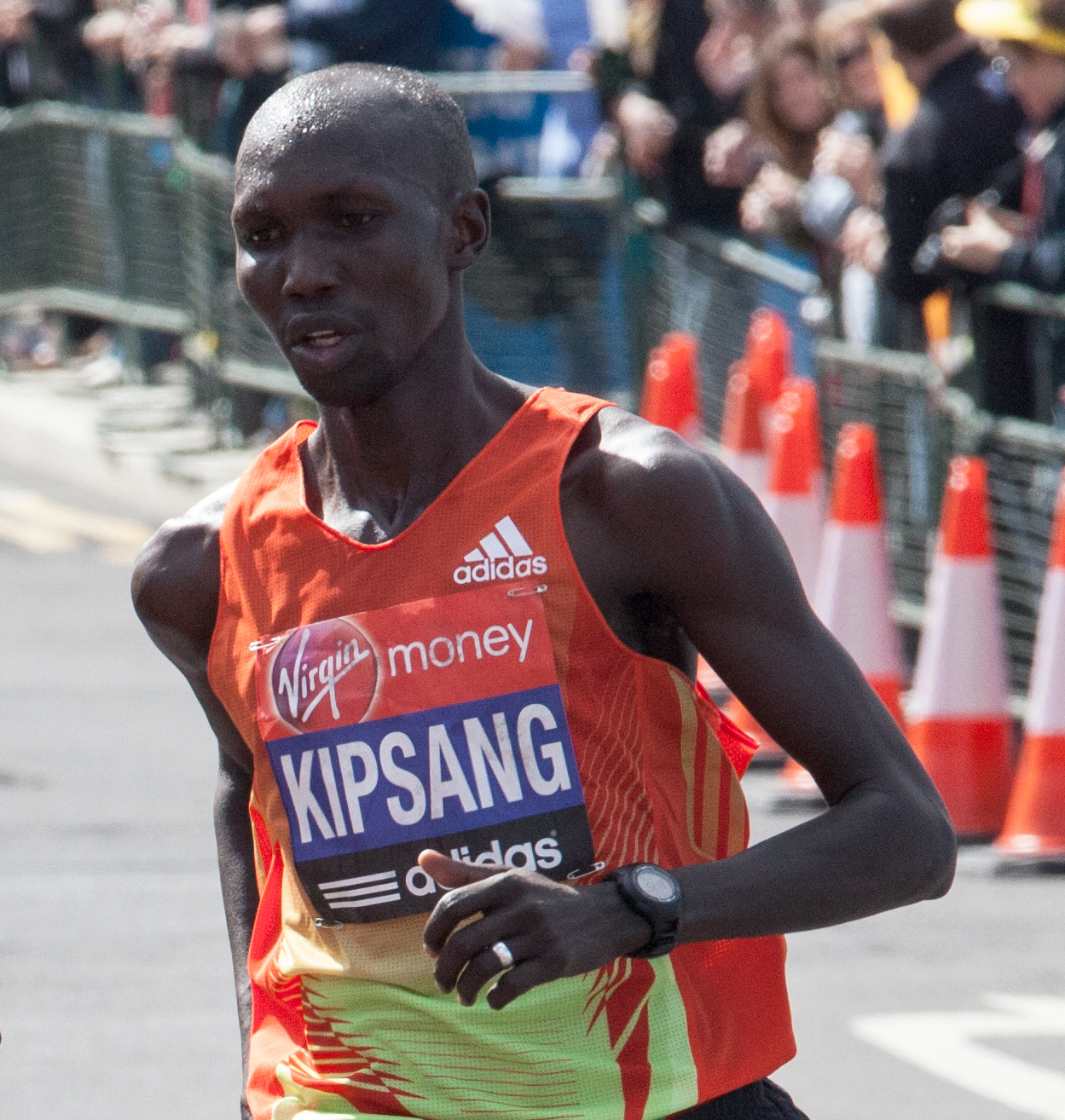
Wilson Kipsang beim London-Marathon 2012

2011 stellte er beim Biwa-See-Marathon mit 2:06:13 h einen Streckenrekord auf, siegte beim Zwolle-Halbmarathon und bei Kärnten läuft und erzielte beim Frankfurt-Marathon mit 2:03:42 h die zweitschnellste je gelaufene Zeit – nur vier Sekunden über der einen Monat zuvor aufgestellten Weltrekordzeit von Patrick Makau Musyoki.
2012 wurde er Dritter beim RAK-Halbmarathon und siegte beim London-Marathon, woraufhin er für die Olympischen Spiele in London nominiert wurde. Dort gewann er die Bronzemedaille im Marathon-Wettbewerb.
Als Sieger des Berlin-Marathons 2013 stellte er mit 2:03:23 h einen neuen Weltrekord auf, der ein Jahr später von Dennis Kimetto unterboten wurde. 2014 gewann er die Marathonläufe in London und New York. Bei den Leichtathletik-Weltmeisterschaften 2015 konnte er seinen Marathon nicht beenden.
2016 verbesserte er beim Marathon in Berlin als Zweiter seine Bestzeit auf 2:03:13 h.
Am 5. November 2017 wurde er hinter Geoffrey Kipsang Kamworor Zweiter beim New-York-City-Marathon in 2:10:56 h.
2018 gewann er den Tokushima-Marathon, nachdem er einen Monat zuvor beim Tokio-Marathon mit Magenproblemen aufgeben musste. Beim Berlin-Marathon belegte er im September 2018 in 2:06:48 h den dritten Platz.

### Doping
Im Januar 2020 wurde Kipsang von der unabhängigen Integritätskommission (AIU) des Leichtathletikweltverbandes World Athletics zunächst provisorisch suspendiert und mit Mitteilung vom 3. Juli 2020 rückwirkend ab 10. Januar 2020 an wegen Verstoßes gegen die Meldeauflagen und „Manipulationen durch falsche Beweise und Zeugenaussagen“ bis 9. Januar 2024 gesperrt.

## Persönliche Bestzeiten
- 10.000 m: 28:37,0 min, 26. Mai 2007, Nairobi
- 10-km-Straßenlauf: 27:32 min, 9. November 2008, Neu-Delhi (Zwischenzeit)
- 15-km-Straßenlauf: 41:35 min, 20. Februar 2009, Ras Al Khaimah
- 20-km-Straßenlauf: 56:52 min, 11. Oktober 2009, Birmingham
- Halbmarathon: 58:59 min, 20. Februar 2009, Ra’s al-Chaima (Platz 21 der Weltbestenliste)[18]
- Marathon: 2:03:13 h, 25. September 2016, Berlin (Platz 7 der Weltbestenliste)[19]